# Pacific Surfliner

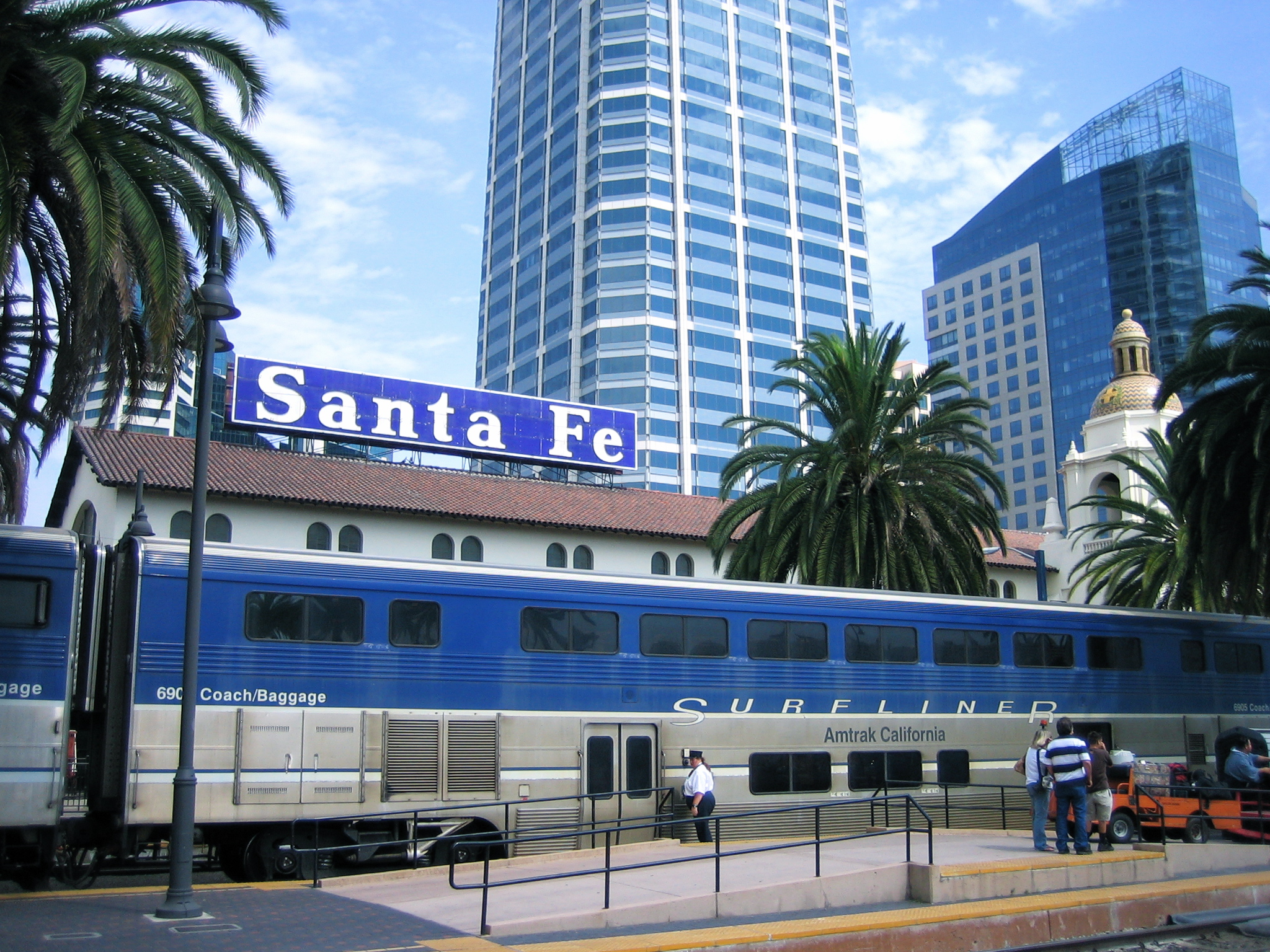
Vlak Pacific Surfliner při bývalém železničním depu Santa Fé v San Diegu.

Pacific Surfliner (česky Tichomořský surfař) je 563 km dlouhá železniční linka společnosti Amtrak, která provozuje osobní železniční dopravu v jižní Kalifornii mezi San Diegem a San Luis Obispo. 
V roce 2011 linka přepravila téměř 2,8 milionu cestujících, což představuje 6,6% nárůst oproti roku 2010. Příjmy trati byli na úrovni $55,317,127, co je 11,7% růst v porovnání s rokem 2010.[1] Pacific Surfliner je třetí nejvytíženější tratí Amtraku, a nejvytíženější mimo Severovýchodní koridor. 

## Provoz
Od března 1938 jezdil na lince vlak San Diegan, provozovaný společností Atchison, Topeka, and Santa Fe Railroad, který pokračoval v provozu i později po převzetí trati Amtrakem.Jméno Pacific Surfliner dostala linka po 1. červnu 2000.
Severní část tratě provozuje čtyři spojení denně, jižní část má ještě větší frekvenci. Cesta ze San Luis Obispo do San Diega trvá osm a půl hodiny. Velkou část cestovního času trať lemuje kalifornské pobřeží Tichého oceánu. Provoz je částečně financován kalifornským oddělením dopravy Department of Transportation. Momentálně úpravy tratě umožňují dosahovat rychlost až 180 km/h.